# Saison 1934-1935 des Maroons de Montréal
Autres saisons
La saison 1934-1935 est la onzième saison jouée par les Maroons de Montréal dans la Ligue nationale de hockey.

## Saison régulière

### Contexte de la saison
L'avant saison des Maroons est marquée par le retour de Lionel Conacher qui vient de remporter la coupe Stanley avec les Black Hawks de Chicago. En compagnie de Herb Cain, il est échangé aux Canadiens de Montréal qui viennent de l'acquérir deux jours plus tôt en retour des droits sur Nels Crutchfield. Cain faisait déjà partie de l'équipe la saison passée mais le contrat liant les deux parties est condamnée par les Canadiens qui considèrent posséder ses droits. Cet échange permet ainsi de régulariser sa situation. L'équipe se renforce également au poste de gardien de but en faisant signer l'ancienne vedette des Sénateurs, Alex Connell qui avait décidé deux saisons plus tôt de mettre un terme à sa carrière mais était revenu au jeu courant 1934 pour les Americans qui avaient perdu leur gardien.
La ligue compte toujours neuf franchises mais les difficultés financières des Sénateurs d'Ottawa ne s'arrangent pas et ils déménagent à Saint Louis dans le Missouri pour devenir les Eagles de Saint-Louis.
Comme la saison précédente, les Maroons terminent derrière les Maple Leafs de Toronto mais ils devancent cette fois-ci les rivaux des Canadiens et terminent à la deuxième place de leur division avec 24 victoire pour neuf défaites. L'attaque ne marque que six buts de plus que l'année précédente mais les Maroons n'encaissent que 92 buts tout au long de la saison, soit 30 de moins que l'année passée et le deuxième meilleur total de la ligue après les 88 buts encaissés par les Black Hawks ; Connell enregistre pour sa part neuf blanchissages.

### Classement
| Équipe                 | PJ | V  | D  | N | Pts | BP  | BC  | Pun |
| ---------------------- | -- | -- | -- | - | --- | --- | --- | --- |
| Maple Leafs de Toronto | 48 | 30 | 14 | 4 | 64  | 157 | 111 | 444 |
| Maroons de Montréal    | 48 | 24 | 19 | 5 | 53  | 123 | 92  | 380 |
| Canadiens de Montréal  | 48 | 19 | 23 | 6 | 44  | 110 | 145 | 314 |
| Americans de New York  | 48 | 12 | 27 | 9 | 33  | 100 | 142 | 250 |
| Eagles de Saint-Louis  | 48 | 11 | 31 | 6 | 28  | 86  | 144 | 385 |

### Match après match
Ce tableau reprend les résultats de l'équipe au cours de la saison, les buts marqués par les Maroons étant inscrits en premier.
| Date    | Résultat  | Adversaire             | Lieu        | Score   | Bilan ( V - D - N ) | Pts |
| ------- | --------- | ---------------------- | ----------- | ------- | ------------------- | --- |
| 13-nov  | victoire  | Eagles de Saint-Louis  | Saint-Louis | 2-1 (P) | 1-0-0               | 2   |
| 15-nov  | défaite   | Blackhawks de Chicago  | Montréal    | 3-4     | 1-1-0               | 2   |
| 17-nov  | défaite   | Maple Leafs de Toronto | Toronto     | 1-2     | 1-2-0               | 2   |
| 20-nov  | victoire  | Americans de New York  | New York    | 3-0     | 2-2-0               | 4   |
| 24-nov  | victoire  | Canadiens de Montréal  | Montréal    | 3-1     | 3-2-0               | 6   |
| 29-nov  | victoire  | Red Wings de Détroit   | Montréal    | 2-1     | 4-2-0               | 8   |
| 1-déc   | victoire  | Rangers de New York    | New York    | 5-2     | 5-2-0               | 10  |
| 6-déc   | victoire  | Americans de New York  | Montréal    | 8-2     | 6-2-0               | 12  |
| 8-déc   | victoire  | Eagles de Saint-Louis  | Montréal    | 1-0     | 7-2-0               | 14  |
| 11-déc  | défaite   | Canadiens de Montréal  | Montréal    | 1-4     | 7-3-0               | 14  |
| 13-déc  | défaite   | Maple Leafs de Toronto | Montréal    | 2-4 (P) | 7-4-0               | 14  |
| 16-déc  | défaite   | Blackhawks de Chicago  | Chicago     | 2-3     | 7-5-0               | 14  |
| 20-déc  | match nul | Red Wings de Détroit   | Détroit     | 1-1     | 7-5-1               | 15  |
| 22-déc  | défaite   | Rangers de New York    | Montréal    | 1-2     | 7-6-1               | 15  |
| 25-déc  | victoire  | Bruins de Boston       | Boston      | 5-3     | 8-6-1               | 17  |
| 27-déc  | victoire  | Bruins de Boston       | Montréal    | 1-0     | 9-6-1               | 19  |
| 29-déc  | victoire  | Maple Leafs de Toronto | Toronto     | 4-2     | 10-6-1              | 21  |
| 1-janv  | victoire  | Blackhawks de Chicago  | Chicago     | 2-1 (P) | 11-6-1              | 23  |
| 3-janv  | victoire  | Eagles de Saint-Louis  | Saint-Louis | 3-0     | 12-6-1              | 25  |
| 5-janv  | défaite   | Eagles de Saint-Louis  | Montréal    | 1-2     | 12-7-1              | 25  |
| 8-janv  | match nul | Rangers de New York    | New York    | 1-1     | 12-7-2              | 26  |
| 10-janv | victoire  | Blackhawks de Chicago  | Montréal    | 4-0     | 13-7-2              | 28  |
| 12-janv | défaite   | Canadiens de Montréal  | Montréal    | 2-3     | 13-8-2              | 28  |
| 15-janv | défaite   | Red Wings de Détroit   | Montréal    | 0-1 (P) | 13-9-2              | 28  |
| 19-janv | victoire  | Americans de New York  | Montréal    | 8-2     | 14-9-2              | 30  |
| 22-janv | défaite   | Bruins de Boston       | Boston      | 3-4     | 14-10-2             | 30  |
| 24-janv | défaite   | Canadiens de Montréal  | Montréal    | 1-2     | 14-11-2             | 30  |
| 29-janv | victoire  | Eagles de Saint-Louis  | Montréal    | 5-2     | 15-11-2             | 32  |
| 31-janv | victoire  | Americans de New York  | New York    | 2-0     | 16-11-2             | 34  |
| 2-févr  | victoire  | Bruins de Boston       | Montréal    | 3-1     | 17-11-2             | 36  |
| 5-févr  | défaite   | Rangers de New York    | Montréal    | 4-5     | 17-12-2             | 36  |
| 9-févr  | défaite   | Maple Leafs de Toronto | Toronto     | 2-4     | 17-13-2             | 36  |
| 10-févr | victoire  | Red Wings de Détroit   | Détroit     | 2-1 (P) | 18-13-2             | 38  |
| 12-févr | victoire  | Blackhawks de Chicago  | Montréal    | 3-0     | 19-13-2             | 40  |
| 14-févr | défaite   | Canadiens de Montréal  | Montréal    | 0-2     | 19-14-2             | 40  |
| 16-févr | victoire  | Red Wings de Détroit   | Montréal    | 7-3     | 20-14-2             | 42  |
| 19-févr | défaite   | Maple Leafs de Toronto | Montréal    | 1-3     | 20-15-2             | 42  |
| 21-févr | défaite   | Red Wings de Détroit   | Détroit     | 1-3     | 20-16-2             | 42  |
| 23-févr | victoire  | Eagles de Saint-Louis  | Saint-Louis | 4-0     | 21-16-2             | 44  |
| 24-févr | défaite   | Blackhawks de Chicago  | Chicago     | 1-6     | 21-17-2             | 44  |
| 26-févr | victoire  | Rangers de New York    | Montréal    | 3-1     | 22-17-2             | 46  |
| 28-févr | victoire  | Rangers de New York    | New York    | 5-2     | 23-17-2             | 48  |
| 2-mars  | match nul | Bruins de Boston       | Montréal    | 2-2     | 23-17-3             | 49  |
| 7-mars  | match nul | Canadiens de Montréal  | Montréal    | 2-2     | 23-17-4             | 50  |
| 10-mars | défaite   | Americans de New York  | New York    | 2-4     | 23-18-4             | 50  |
| 12-mars | défaite   | Maple Leafs de Toronto | Montréal    | 0-1     | 23-19-4             | 50  |
| 16-mars | match nul | Americans de New York  | Montréal    | 0-0     | 23-19-5             | 51  |
| 19-mars | victoire  | Bruins de Boston       | Boston      | 4-2     | 24-19-5             | 53  |

- Victoire
- Défaite
- Match nul

1. 1 2 3  Les Maroons sont l'équipe jouant à domicile.
2. 1 2 3  Les Canadiens sont l'équipe jouant à domicile.

### Classement des joueurs
| Joueur    | Poste | PJ | B  | A  | Pts | Pun | Commentaire                             |
| --------- | ----- | -- | -- | -- | --- | --- | --------------------------------------- |
| Robinson  | AD    | 47 | 17 | 18 | 35  | 23  |                                         |
| Cain      | AG    | 44 | 20 | 7  | 27  | 13  |                                         |
| Blinco    | C     | 48 | 13 | 14 | 27  | 4   |                                         |
| Smith     | C     | 46 | 5  | 22 | 27  | 41  | Capitaine                               |
| Northcott | AG    | 47 | 9  | 14 | 23  | 44  |                                         |
| Trottier  | A     | 34 | 10 | 9  | 19  | 22  |                                         |
| Gracie    | C     | 32 | 10 | 8  | 18  | 8   | A commencé la saison avec les Americans |
| Marker    | AD    | 42 | 11 | 4  | 15  | 18  |                                         |
| Ward      | AD    | 42 | 9  | 6  | 15  | 24  |                                         |
| Wentworth | D     | 48 | 4  | 9  | 13  | 28  |                                         |
| Evans     | D     | 46 | 5  | 7  | 12  | 54  |                                         |
| Shields   | D     | 43 | 4  | 8  | 12  | 45  |                                         |
| Conacher  | D     | 40 | 2  | 6  | 8   | 44  |                                         |
| Gainor    | C     | 40 | 0  | 4  | 4   | 2   |                                         |
| Miller    | D     | 22 | 3  | 0  | 3   | 2   |                                         |
| Haynes    | C     | 11 | 1  | 2  | 3   | 0   | A fini la saison avec Boston            |
| McManus   | AG    | 25 | 0  | 1  | 1   | 8   |                                         |
| Webster   | AD    | 4  | 0  | 0  | 0   | 0   |                                         |
| MacKenzie | D     | 5  | 0  | 0  | 0   | 0   | A fini la saison avec les Rangers       |
| Blake     | AG    | 8  | 0  | 0  | 0   | 0   | Première saison dans la LNH             |
| Connell   | G     | 48 | 0  | 0  | 0   | 0   |                                         |

| Joueur  | PJ | V  | D  | N | Min   | BC | BL | Moy  |
| ------- | -- | -- | -- | - | ----- | -- | -- | ---- |
| Connell | 48 | 24 | 19 | 5 | 2 970 | 92 | 9  | 1,86 |

## Séries éliminatoires

### Arbres de qualifications
|  | Quarts de finale       | Quarts de finale       | Quarts de finale    | Quarts de finale    |                     |                     | Demi-finales          | Demi-finales          | Demi-finales          | Demi-finales          |  |  | Finale          | Finale          | Finale          | Finale          |
|  |                        |                        |                     |                     |                     |                     |                       |                       |                       |                       |  |  |                 |                 |                 |                 |
|  |                        |                        |                     |                     |                     |                     | 23, 26, 28 et 30 mars | 23, 26, 28 et 30 mars | 23, 26, 28 et 30 mars | 23, 26, 28 et 30 mars |  |  | 4, 6 et 9 avril | 4, 6 et 9 avril | 4, 6 et 9 avril | 4, 6 et 9 avril |
|  |                        |                        |                     |                     |                     |                     | 23, 26, 28 et 30 mars | 23, 26, 28 et 30 mars | 23, 26, 28 et 30 mars | 23, 26, 28 et 30 mars |  |  | 4, 6 et 9 avril | 4, 6 et 9 avril | 4, 6 et 9 avril | 4, 6 et 9 avril |
|  |                        |                        |                     |                     |                     |                     | 23, 26, 28 et 30 mars | 23, 26, 28 et 30 mars | 23, 26, 28 et 30 mars | 23, 26, 28 et 30 mars |  |  | 4, 6 et 9 avril | 4, 6 et 9 avril | 4, 6 et 9 avril | 4, 6 et 9 avril |
|  |                        |                        |                     |                     |                     |                     | 23, 26, 28 et 30 mars | 23, 26, 28 et 30 mars | 23, 26, 28 et 30 mars | 23, 26, 28 et 30 mars |  |  | 4, 6 et 9 avril | 4, 6 et 9 avril | 4, 6 et 9 avril | 4, 6 et 9 avril |
|  |                        |                        |                     |                     |                     |                     | 23, 26, 28 et 30 mars | 23, 26, 28 et 30 mars | 23, 26, 28 et 30 mars | 23, 26, 28 et 30 mars |  |  | 4, 6 et 9 avril | 4, 6 et 9 avril | 4, 6 et 9 avril | 4, 6 et 9 avril |
|  | Maple Leaf de Toronto  | Maple Leaf de Toronto  | 3                   | 3                   |                     |                     |                       |                       |                       |                       |  |  | 4, 6 et 9 avril | 4, 6 et 9 avril | 4, 6 et 9 avril | 4, 6 et 9 avril |
|  | Maple Leaf de Toronto  | Maple Leaf de Toronto  | 3                   | 3                   |                     |                     |                       |                       |                       |                       |  |  | 4, 6 et 9 avril | 4, 6 et 9 avril | 4, 6 et 9 avril | 4, 6 et 9 avril |
|  |                        |                        | Bruins de Boston    | Bruins de Boston    | 1                   | 1                   |                       |                       |                       |                       |  |  | 4, 6 et 9 avril | 4, 6 et 9 avril | 4, 6 et 9 avril | 4, 6 et 9 avril |
|  |                        |                        |                     |                     | 1                   | 1                   |                       |                       |                       |                       |  |  | 4, 6 et 9 avril | 4, 6 et 9 avril | 4, 6 et 9 avril | 4, 6 et 9 avril |
|  |                        | 28 et 30 mars          |                     |                     |                     |                     |                       |                       |                       |                       |  |  | 4, 6 et 9 avril | 4, 6 et 9 avril | 4, 6 et 9 avril | 4, 6 et 9 avril |
|  |                        |                        |                     |                     |                     |                     |                       |                       |                       |                       |  |  | 4, 6 et 9 avril | 4, 6 et 9 avril | 4, 6 et 9 avril | 4, 6 et 9 avril |
|  | Maple Leaf de Toronto  | Maple Leaf de Toronto  | 0                   | 0                   |                     |                     |                       |                       |                       |                       |  |  |                 |                 |                 |                 |
|  | Maple Leaf de Toronto  | Maple Leaf de Toronto  | 0                   | 0                   | 23 et 26 mars       |                     |                       |                       |                       |                       |  |  |                 |                 |                 |                 |
|  |                        |                        | Maroons de Montréal | Maroons de Montréal | 3                   | 3                   |                       |                       |                       |                       |  |  |                 |                 |                 |                 |
|  | Maroons de Montréal    | Maroons de Montréal    | Maroons de Montréal | Maroons de Montréal | 3                   | 3                   | 0                     | 1                     |                       |                       |  |  |                 |                 |                 |                 |
|  | Maroons de Montréal    | Maroons de Montréal    |                     |                     |                     |                     |                       |                       |                       |                       |  |  |                 |                 |                 |                 |
|  | Black Hawks de Chicago | Black Hawks de Chicago | 0                   | 0                   |                     |                     |                       |                       |                       |                       |  |  |                 |                 |                 |                 |
|  | Black Hawks de Chicago | Black Hawks de Chicago | 0                   | 0                   | Maroons de Montréal | Maroons de Montréal | 2                     | 3                     |                       |                       |  |  |                 |                 |                 |                 |
|  | 24 et 26 mars          |                        |                     |                     | Maroons de Montréal | Maroons de Montréal | 2                     | 3                     |                       |                       |  |  |                 |                 |                 |                 |
|  |                        |                        | Rangers de New York | Rangers de New York | 1                   | 3                   |                       |                       |                       |                       |  |  |                 |                 |                 |                 |
|  | Canadiens de Montréal  | Canadiens de Montréal  | Rangers de New York | Rangers de New York | 1                   | 3                   | 1                     | 4                     |                       |                       |  |  |                 |                 |                 |                 |
|  | Canadiens de Montréal  | Canadiens de Montréal  |                     |                     |                     |                     |                       | 4                     |                       |                       |  |  |                 |                 |                 |                 |
|  | Rangers de New York    | Rangers de New York    | 2                   | 4                   |                     |                     |                       |                       |                       |                       |  |  |                 |                 |                 |                 |
|  | Rangers de New York    | Rangers de New York    | 2                   | 4                   |                     |                     |                       |                       |                       |                       |  |  |                 |                 |                 |                 |
|  |                        |                        |                     |                     |                     |                     |                       |                       |                       |                       |  |  |                 |                 |                 |                 |

### Quarts de finale
Les quarts de finale opposent les deuxièmes et troisièmes équipes de chaque division avec deux rencontres à chaque fois le vainqueur de la série déterminé au nombre de buts inscrits. La série entre les Black Hawks de Chicago et les Maroons de Montréal, tourne à l'avantage des joueurs de Montréal avec un seul but inscrit en deux rencontres.
Les scores sont indiquées avec l'équipe qui joue à domicile en deuxième et l'équipe visiteuse en première.
| 23 mars 1935 | Black Hawks de Chicago | 0-0 | Maroons de Montréal | Forum de Montréal |

| Feuille de match | Feuille de match | Feuille de match | Feuille de match | Feuille de match                  |
| ---------------- | ---------------- | ---------------- | ---------------- | --------------------------------- |
|                  | -                |                  | -                | Arbitrage : Mike Rodden - Goodman |
| L. Chabot        | Gardiens         | A. Connell       |                  | Arbitrage : Mike Rodden - Goodman |
|                  |                  |                  |                  | Arbitrage : Mike Rodden - Goodman |
| 28               | Tirs             | 28               |                  | Arbitrage : Mike Rodden - Goodman |

| 26 mars 1935 | Maroons de Montréal | 1-0 (pr) (0-0, 0-0, 0-0, 1-0) | Black Hawks de Chicago | Chicago Stadium |

| Feuille de match | Feuille de match                 | Feuille de match | Feuille de match | Feuille de match             |
| ---------------- | -------------------------------- | ---------------- | ---------------- | ---------------------------- |
|                  | L. Northcott (B. Gracie) — 64:02 | 1-0              | -                | Arbitrage : Rodden - Goodman |
| A. Connell       | Gardiens                         | L. Chabot        |                  | Arbitrage : Rodden - Goodman |
|                  |                                  |                  |                  | Arbitrage : Rodden - Goodman |
|                  |                                  |                  |                  | Arbitrage : Rodden - Goodman |

### Demi-finale
Les Maroons se qualifient en battant les Rangers de New York au total de buts, 5-4.
| 28 mars 1935 | Maroons de Montréal | 2-1 (1-1, 1-0, 0-0) | Rangers de New York | Madison Square Garden 15 500 spectateurs |

| Feuille de match | Feuille de match                           | Feuille de match | Feuille de match                                                          | Feuille de match                          |
| ---------------- | ------------------------------------------ | ---------------- | ------------------------------------------------------------------------- | ----------------------------------------- |
|                  | F. Cook (F. Boucher - B. Cook) — 03:10 - - | 0-1 1-1 2-1      | - 10:18 — H. Cain (B. Gracie - G. Marker) 34:43 — L. Northcott (H. Smith) | Arbitrage : Mike Rodden Eusèbe Daigneault |
| A. Connell       | Gardiens                                   | D. Kerr          |                                                                           | Arbitrage : Mike Rodden Eusèbe Daigneault |
|                  |                                            |                  |                                                                           | Arbitrage : Mike Rodden Eusèbe Daigneault |
| 41               | Tirs                                       | 26               |                                                                           | Arbitrage : Mike Rodden Eusèbe Daigneault |

| 30 mars 1935 | Rangers de New York | 3-3 (1-2, 1-0, 1-1) | Maroons de Montréal | Forum de Montréal 12 000 spectateurs |

| Feuille de match | Feuille de match | Feuille de match        | Feuille de match                                                                                         | Feuille de match                            |
| ---------------- | --- | ----------------------- | --- | ------------------------------------------- |
|                  | - F. Cook (F. Boucher - B. Cook) — 13:46 - L. Patrick (O. Heller) — 29:06 - B. Connelly (M. Murdoch - L. Patrick) — 58:30 | 0-1 1-1 1-2 2-2 2-3 3-3 | 13:03 — M. Wentworth - 19:33 — R. Blinco (D. Trottier) - 42:41 — D. Trottier (E. Robinson - R. Blinco) - | Arbitrage : W. J. Stewart Eusèbe Daigneault |
| D. Kerr          | Gardiens | A. Connell              | | Arbitrage : W. J. Stewart Eusèbe Daigneault |
|                  | |                         | | Arbitrage : W. J. Stewart Eusèbe Daigneault |
| 41               | Tirs | 26                      | | Arbitrage : W. J. Stewart Eusèbe Daigneault |

### Finale de la Coupe Stanley
Les Maroons ont gagné la Coupe Stanley en s'imposant 3 matchs à 0.
| 4 avril 1935 | Maroons de Montréal | 3-2 (pr) (0-0, 2-2, 0-0, 1-0) | Maple Leafs de Toronto | Maple Leaf Gardens 13 511 spectateurs |

| Feuille de match | Feuille de match                                                                           | Feuille de match    | Feuille de match                                    | Feuille de match                     |
| ---------------- | ------------------------------------------------------------------------------------------ | ------------------- | --------------------------------------------------- | ------------------------------------ |
|                  | E. Robinson (R. Blinco) — 23:57 - - M. Wentworth — 38:24 D. Trottier (E. Robinson) — 65:28 | 1-0 1-1 1-2 2-2 3-2 | - 34:20 — F. Finnigan 37:12 — K. Clancy (N. Metz) - | Arbitrage : W. J. Stewart W. B. Hell |
| A. Connell       | Gardiens                                                                                   | G. Hainsworth       |                                                     | Arbitrage : W. J. Stewart W. B. Hell |
| 4 min            | Pénalités                                                                                  | 2 min               |                                                     | Arbitrage : W. J. Stewart W. B. Hell |
| 39               | Tirs                                                                                       | 21                  |                                                     | Arbitrage : W. J. Stewart W. B. Hell |

| 6 avril 1935 | Maroons de Montréal | 3-1 (1-0, 1-1, 1-0) | Maple Leafs de Toronto | Maple Leaf Gardens |

| Feuille de match | Feuille de match                                                                       | Feuille de match | Feuille de match      | Feuille de match |
| ---------------- | -------------------------------------------------------------------------------------- | ---------------- | --------------------- | ---------------- |
|                  | E. Robinson — 15:13 - R. Blinco (A. Shields) — 36:18 L. Northcott (A. Shields) — 43:27 | 1-0 1-1 2-1 3-1  | - 29:16 —H. Jackson - |                  |
| A. Connell       | Gardiens                                                                               | G. Hainsworth    |                       |                  |
|                  |                                                                                        |                  |                       |                  |
|                  |                                                                                        |                  |                       |                  |

| 9 avril 1935 | Maple Leafs de Toronto | 1-4 (0-1, 1-2, 0-1) | Maroons de Montréal | Forum de Montréal 13 000 spectateurs |

| Feuille de match, | Feuille de match,            | Feuille de match,   | Feuille de match, | Feuille de match,                    |
| ----------------- | ---------------------------- | ------------------- | --- | ------------------------------------ |
|                   | - B. Thoms (F. Finnigan) - - | 0-1 1-1 1-2 1-3 1-4 | 19:35 — J. Ward (L. Northcott) - 36:18 — L. Northcott (J. Ward) 36:30 — M. Wentworth (L. Northcott) 41:02 — G. Marker | Arbitrage : W. J. Stewart W. B. Hell |
| G. Hainsworth     | Gardiens                     | A. Connell          | | Arbitrage : W. J. Stewart W. B. Hell |
| 2 min             | Pénalités                    | 2 min               | | Arbitrage : W. J. Stewart W. B. Hell |
| 19                | Tirs                         | 29                  | | Arbitrage : W. J. Stewart W. B. Hell |

### Classement des joueurs
| Joueur    | PJ | B | A | Pts | Pun |
| --------- | -- | - | - | --- | --- |
| Robinson  | 7  | 2 | 2 | 4   | 0   |
| Cain      | 7  | 1 | 0 | 1   | 2   |
| Blinco    | 7  | 2 | 2 | 4   | 2   |
| Smith     | 6  | 0 | 0 | 0   | 14  |
| Northcott | 7  | 4 | 1 | 5   | 0   |
| Trottier  | 7  | 2 | 1 | 3   | 4   |
| Gracie    | 7  | 0 | 2 | 2   | 2   |
| Marker    | 7  | 1 | 1 | 2   | 4   |
| Ward      | 7  | 1 | 1 | 2   | 0   |
| Wentworth | 7  | 3 | 2 | 5   | 0   |
| Evans     | 7  | 0 | 0 | 0   | 8   |
| Shields   | 7  | 0 | 1 | 1   | 6   |
| Conacher  | 7  | 0 | 0 | 0   | 14  |
| Miller    | 7  | 0 | 0 | 0   | 0   |
| McManus   | 1  | 0 | 0 | 0   | 0   |
| Connell   | 7  | 0 | 0 | 0   | 0   |